# Кокуй (смт)
Коку́й (рос. Кокуй) — селище міського типу у складі Стрітенського району Забайкальського краю, Росія. Адміністративний центр Кокуйського міського поселення.

## Населення
Населення — 7179 осіб (2010; 8119 у 2002).